# Sinocarum wolffianum
Sinocarum wolffianum là một loài thực vật có hoa trong họ Hoa tán. Loài này được (Fedde ex H. Wolff) A.K. Mukh. & Constance miêu tả khoa học đầu tiên năm 1991.